# Reprezentacja Słowenii na Mistrzostwach Świata w Narciarstwie Klasycznym 2007
Reprezentacja Słowenii na Mistrzostwach Świata w Narciarstwie Klasycznym 2007 liczyła 15 sportowców. Najlepszym wynikiem było 2. miejsce Petry Majdič w sprincie kobiet.

## Medale

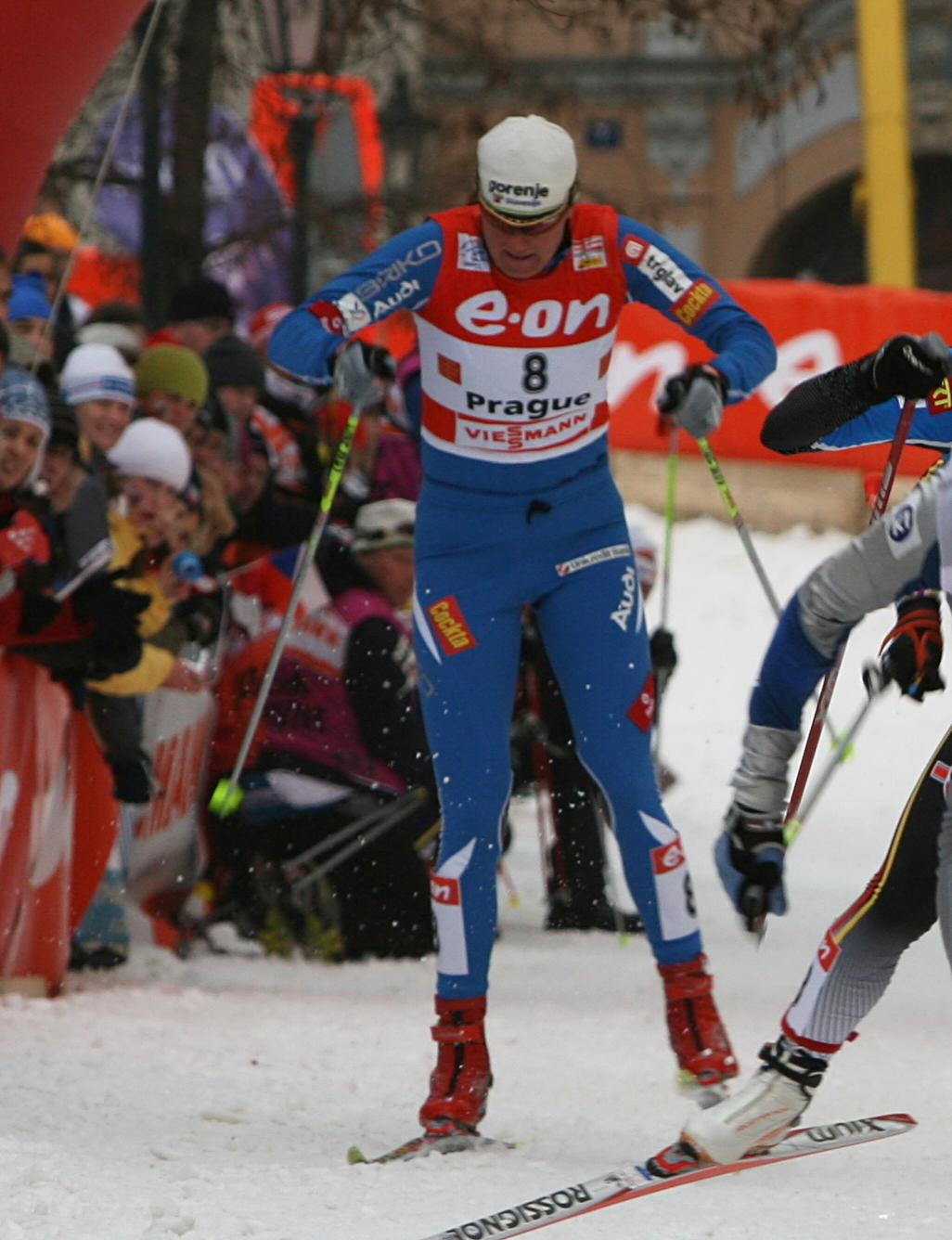
Petra Majdič

### Złote medale
Brak

### Srebrne medale
- Biegi narciarskie kobiet, sprint: Petra Majdič

### Brązowe medale
Brak

## Wyniki

### Biegi narciarskie mężczyzn
Sprint
- Nejč Brodar - 44. miejsce

Bieg na 15 km
- Nejč Brodar - 66. miejsce

Bieg na 30 km
- Nejč Brodar - nie ukończył

### Biegi narciarskie kobiet
Sprint
- Petra Majdič - 2. miejsce
- Vesna Fabjan - 37. miejsce
- Katja Višnar - 38. miejsce

Sprint drużynowy
- Vesna Fabjan, Petra Majdič - 9. miejsce

Bieg na 10 km
- Vesna Fabjan - 57. miejsce
- Katja Višnar - 66. miejsce

Bieg na 15 km
- Petra Majdič - 16. miejsce

Bieg na 30 km
- Petra Majdič - 5. miejsce

### Kombinacja norweska
Sprint HS 134 / 7,5 km
- Dejan Plevnik - 34. miejsce
- Mitja Oranič - 38. miejsce

HS 100 / 15.0 km metodą Gundersena
- Mitja Oranič - 34. miejsce
- Dejan Plevnik - 38. miejsce

### Skoki narciarskie
Normalna skocznia indywidualnie HS 100
- Jernej Damjan - 25. miejsce
- Rok Benkovič - 27. miejsce
- Peter Žonta - 30. miejsce
- Primož Pikl - 32. miejsce
- Rok Urbanc - 47. miejsce

Duża skocznia indywidualnie HS 134
- Rok Urbanc - 33. miejsce
- Primož Pikl - 34. miejsce
- Peter Žonta - 39. miejsce
- Jernej Damjan - 45. miejsce

Duża skocznia drużynowo HS 134
- Primož Pikl, Jernej Damjan, Rok Urbanc, Peter Žonta - 10. miejsce